# Опыт (посёлок)
О́пыт — посёлок в Подгоренском районе Воронежской области.
Административный центр Гришевского сельского поселения.

## Население
| 2010 |
| ---- |
| 733  |

## Улицы
| - ул. Ветеранов, - ул. Комсомольская, - ул. Луговая, - ул. Мира, - ул. Новосёлов, | - ул. Парковая, - ул. Первомайская, - ул. Почтовая, - ул. Садовая, - ул. Школьная. |